# Sociedad Médica de Santiago

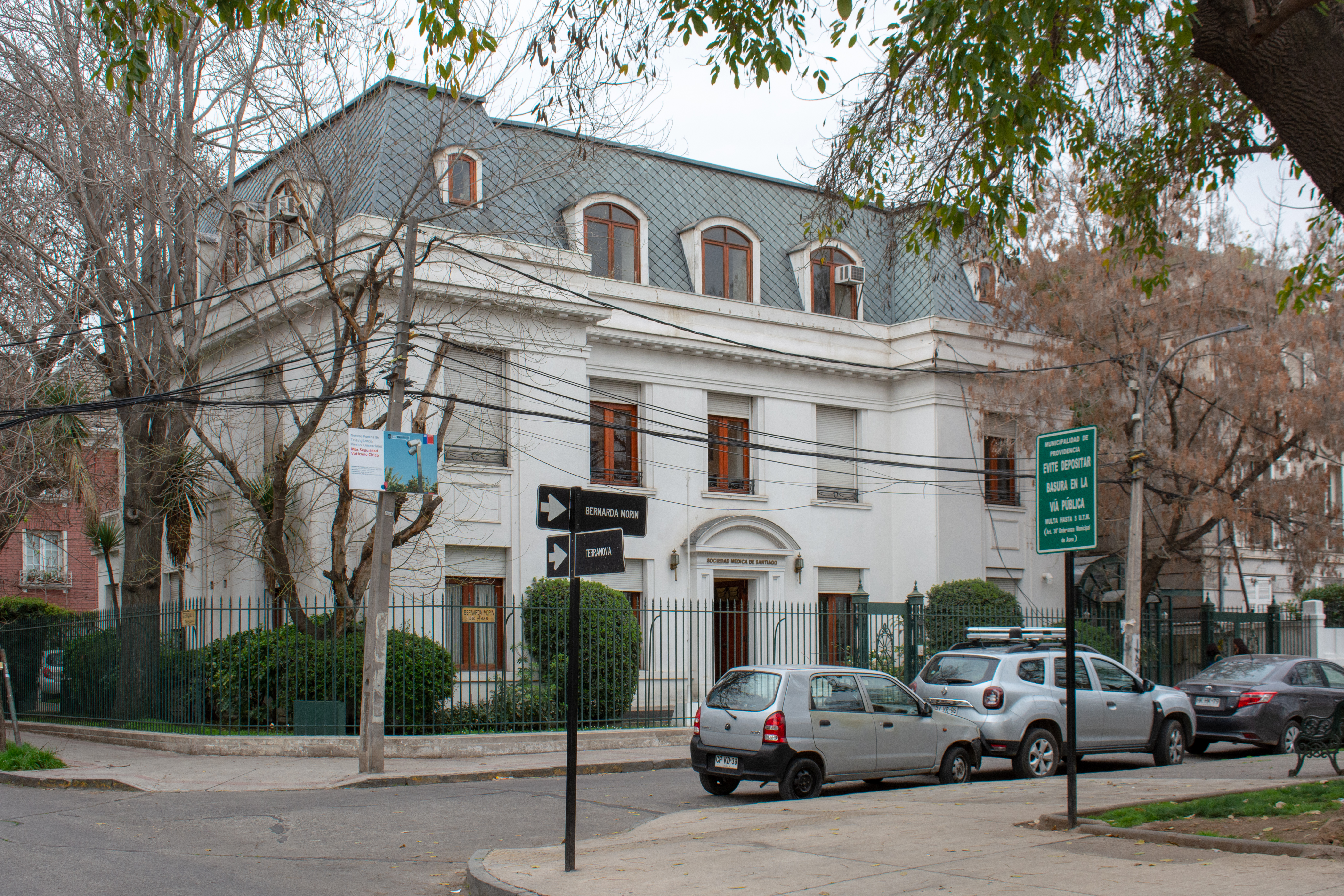
Sede de la Sociedad Médica de Santiago, en Providencia.

La Sociedad Médica de Santiago es una organización de carácter científico fundada en Santiago de Chile en 1869. La Sociedad es una comunidad con un interés científico puro, libre de toda connotación política o gremial. Integrada por destacados exponentes de la medicina nacional, actualmente cerca de dos mil socios, predominando los médicos internistas.
Desde su fundación, la Sociedad continúa sus actividades hasta el día de hoy. Desde 1930 se ha enfocado principalmente en la medicina interna y especialidades derivadas de esta. Su actual directorio es presidido por el doctor Guillermo Acuña Leiva.

## Historia
La Sociedad Médica de Santiago fue fundada el 2 de septiembre de 1869 por alumnos y profesores de la escuela de medicina.
El objetivo de su fundación fue la creación de una comunidad científica que permitiera el intercambio de conocimientos, la investigación y la discusión de materia de salud, entre otros asuntos relevantes para el país.
Los miembros de esta sociedad han colaborado importantemente en diversos hitos de la historia de Chile, tales como la Guerra del Pacífico y la Revolución de 1891. Sus aportes no sólo se han limitado a materias de salud, sino que a muchos otros ámbitos de relevancia nacional. Entre sus miembros puede destacarse a Rodolfo Amando Philippi, Lorenzo Sazié, José Joaquín Aguirre, Augusto Orrego Luco, Roberto del Río, eminentes figuras de la medicina chilena.

## Congreso de Medicina
La Sociedad Médica de Santiago organiza un congreso anual, sumándosele también diversos cursos de actualización, en el que destaca la participación de los más sobresalientes médicos  de países europeos y Estados Unidos, además de la participación de especialistas nacionales y la colaboración con las Sociedades Médicas de las demás Regiones y con las Sociedades Filiales, reuniéndose especialistas de áreas tales como cardiología, gastroenterología, entre otras.

## Revista Médica de Chile
Desde 1872, la Sociedad Médica de Santiago publica la importante Revista Médica de Chile, segunda publicación médica en español en todo el mundo que ha sido editada de forma ininterrumpida.